# Surbrunnsgatan, Göteborg

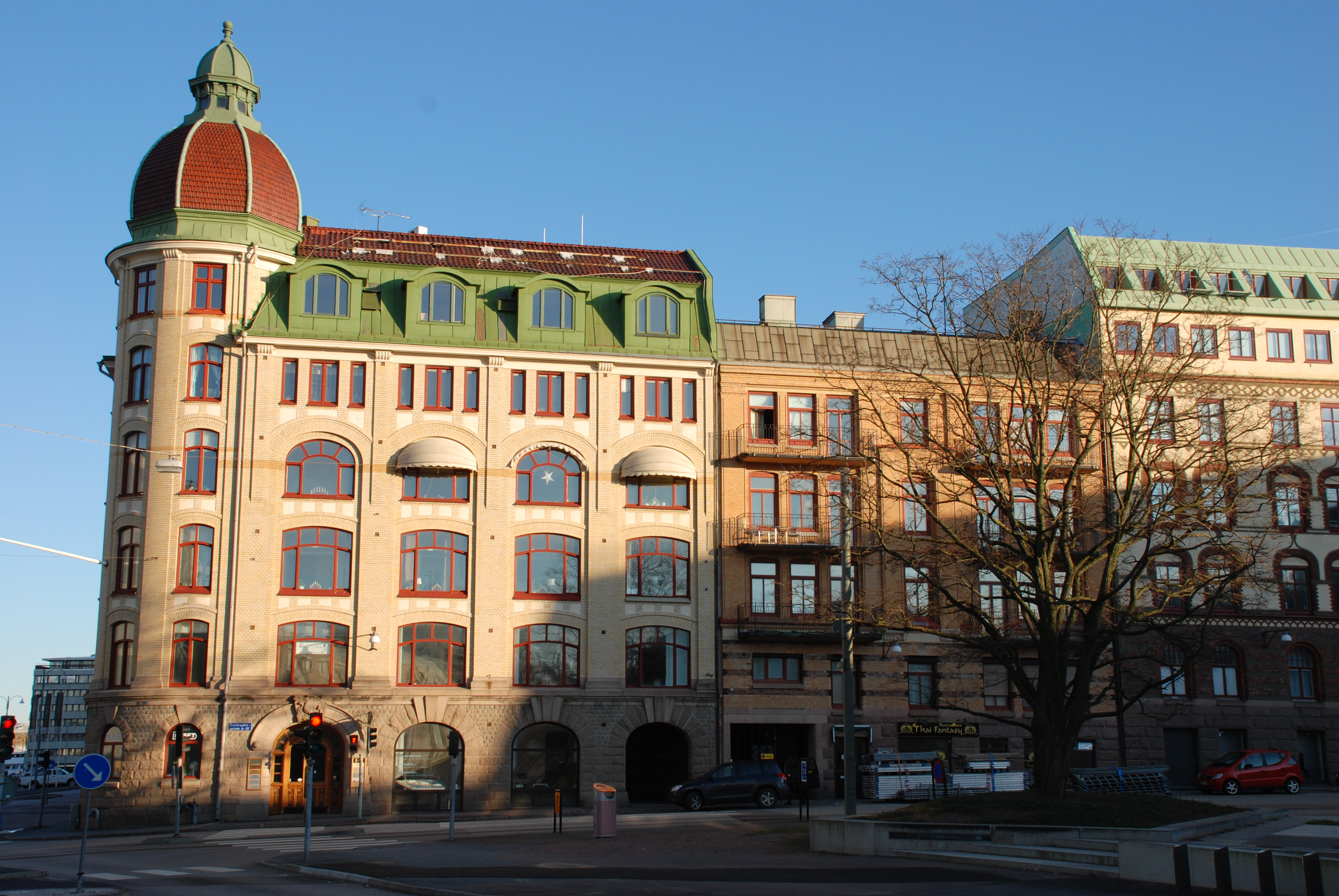
Kvartertet Surbrunnen vid Surbrunnsgatan uppfördes där det tidigare legat en surbrunn.

Surbrunnsgatan är en gata i stadsdelen Inom Vallgraven i Göteborg. Den är cirka 160 meter lång, och sträcker sig från Skeppsbron till Kungsgatan.
Gatan fick sitt namn 1861 och gick då fram till den tidigare Surbrunnsplatsen. Namnet gavs efter den surbrunn (hälsobrunn) som upptäcktes där 1711 och som sinade omkring 1780. Surbrunnsplatsen låg där kvarteret Surbrunnen (mellan Stora Badhusgatan, Ingenjörsgatan, Kungsgatan och Surbrunnsgatan) uppfördes i slutet av 1800-talet.
Vid gatan låg Göteborgs spårvägars kraftstation 1902-1968. Anläggningen invigdes den 16 juli 1902 efter ritningar av arkitekt Hans Hedlund och krävdes för att förse det nytillkomna spårvägsnätet med elektricitet. Byggnaden revs 1968.